# Retrato de Madame X
Madame X ou o Retrato de Madame X é o título informal de um retrato, de dimensões 208.6 × 109.9 cm, datado de 1884, de autoria do famoso pintor norte-americano John Singer Sargent, nascido na Itália.
O quadro representa a figura em corpo inteiro de Virginie Amélie Avegno Gautreau, também americana, da Luisiana, mas residente na França, mulher de Pierre Gautreau, um banqueiro parisiense. Virginie era frequentadora da alta sociedade francesa, famosa pela sua beleza e rumorosas infidelidades. A pintura não foi encomendada, mas pedida pelo próprio Sargent à modelo.
Sargent mostra, na primeira versão do quadro, uma jovem de porte altivo e aristocrático envergando ostensivamente um belo vestido de cetim negro, de generoso decote e com uma das alças caída sobre o braço, revelando e encobrindo ao mesmo tempo, para gerar um efeito de extrema audácia e sensualidade.
O retrato se caracteriza pelo proposital jogo de contrastes entre a cor muito pálida da pele de Virginie com o preto brilhante do vestido e os escuros tons do segundo plano.
Levado ao "Salon" de 1884, o quadro causou entre os frequentadores e críticos um indescritível escândalo. Sargent pretendeu consertar a má impressão causada, recolocando a alça do vestido na posição normal, mas já era tarde. A reação provocada pelo retrato não mais era reversível.
Com a revolução gerada por seu trabalho, Sargent foi alvo dos mais diversos comentários, principalmente na imprensa. Com isso, ganhou uma inesperada notoriedade muito negativa à sua reputação e imagem.
Pressionado pela opinião pública, Sargent chegou a declarar que nunca mais pintaria, que se dedicaria à musica e aos negócios. Mas resolveu abandonar a França e residir em Londres, onde pura e simplesmente retomou sua bem-sucedida carreira de retratista.
O então já famoso retrato ficou por muitos anos no ateliê do pintor, que jamais tomou qualquer iniciativa no sentido de escondê-lo. Ao contrário, Sargent fez questão de colocá-lo, de forma ostensiva, em exposição, à vista de qualquer pessoa que visitasse o local.
Falecida Virginie Gautreau, Sangent vendeu sua controvertida obra para o Metropolitan Museum of Art de Nova Iorque em 1916, onde até hoje se encontra.